# 圣皮埃尔蒙 (阿登省)
圣皮埃尔蒙（法語：Saint-Pierremont，法語發音：[sɛ̃ pjɛʁmɔ̃] ⓘ）是法国阿登省的一个市镇，属于武济耶区。

## 地理
圣皮埃尔蒙（49°29'10"N, 4°56'16"E）面积19.77 平方千米，位于法国大東部大區阿登省，该省份为法国北部内陆省份，西接埃纳省，南至马恩省，东临默兹省，北与比利时接壤。
与圣皮埃尔蒙接壤的市镇（或旧市镇、城区）包括：欧特、欧特吕什、巴尔莱比藏西、阿戈讷地区博蒙、拉贝利耶尔、巴尔河畔布略勒、阿里库尔、奥什、索莫特、沃昂迪约莱、韦里耶尔。

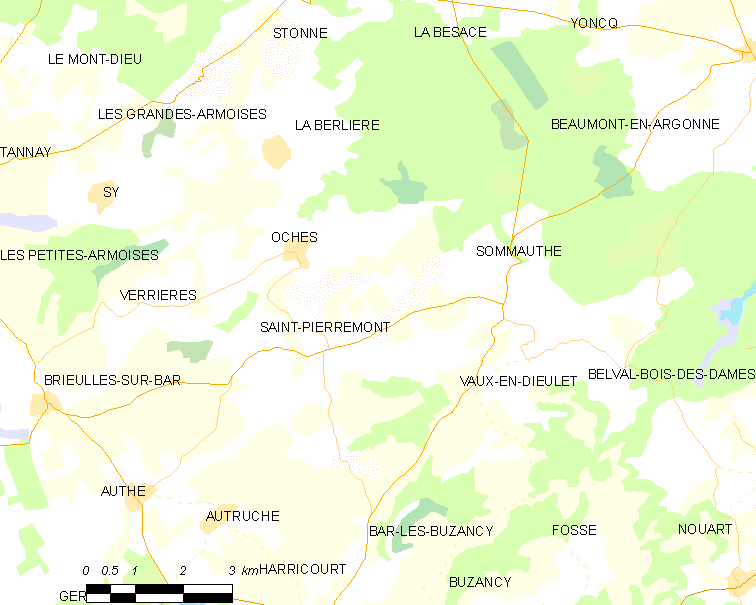
的OSM定位图

圣皮埃尔蒙的时区为UTC+01:00、UTC+02:00（夏令时）。

## 行政
圣皮埃尔蒙的邮政编码为08240，INSEE市镇编码为08394。

## 政治
圣皮埃尔蒙所属的省级选区为武济耶县。

## 人口

1962-2008年间人口变化图示

圣皮埃尔蒙于2022年1月1日时的人口数量为71人。